# Kerouac: Kicks Joy Darkness
Kerouac: Kicks Joy Darkness je kompilační album různých umělců, vydané v roce 1997 vydavatelstvím Rykodisc. Jsou na něm zhudebněné básně Jacka Kerouaca; mezi interprety jsou například Patti Smith, John Cale nebo Johnny Depp.

## Seznam skladeb
| Pořadí | Název                                                           | Interpret(i)                            | Délka |
| ------ | --------------------------------------------------------------- | --------------------------------------- | ----- |
| 1.     | Kerouac                                                         | Morphine                                | 2:54  |
| 2.     | Bowery Blues                                                    | Lydia Lunch                             | 1:55  |
| 3.     | My Gang                                                         | Michael Stipe                           | 2:23  |
| 4.     | Dream: Us Kids Swim off a Gray Pier…                            | Steven Tyler                            | 1:34  |
| 5.     | Letter to William S. Burroughs & Ode to Jack Hunter S. Thompson | Hunter S. Thompson                      | 1:41  |
| 6.     | Skid Row Wine                                                   | Maggie Estep, The Spitters              | 5:51  |
| 7.     | America's New Trinity of Love: Dean, Brando, Presley            | Richard Lewis                           | 6:06  |
| 8.     | Dream: On a Sunny Afternoon…                                    | Lawrence Ferlinghetti & Helium          | 2:04  |
| 9.     | MacDougal Street Blues                                          | Jack Kerouac, Joe Strummer              | 2:48  |
| 10.    | The Brooklyn Bridge Blues (Choruses 1-9)                        | Allen Ginsberg                          | 5:47  |
| 11.    | Hymn                                                            | Eddie Vedder, Campbell 2000, Sadie 7    | 3:12  |
| 12.    | Old Western Movies                                              | William S. Burroughs, Tomandandy        | 2:32  |
| 13.    | Silly Goofball Poems                                            | Juliana Hatfield                        | 4:02  |
| 14.    | The Moon                                                        | John Cale                               | 3:01  |
| 15.    | Madroad Driving                                                 | Johnny Depp, Come                       | 3:28  |
| 16.    | Have You Ever Seen Anyone Like Cody Pomeray?                    | Robert Hunter                           | 3:48  |
| 17.    | Letter to John Clellon Holmes                                   | Lee Ranaldo, Dana Colley                | 2:36  |
| 18.    | Pome on Doctor Sax                                              | Anna Domino                             | 1:45  |
| 19.    | Mexico Rooftop                                                  | Robert Buck, Danny Chauvin              | 1:25  |
| 20.    | The Last Hotel                                                  | Patti Smith, Thurston Moore, Lenny Kaye | 3:47  |
| 21.    | Running Through-Chinese Poem Song                               | Warren Zevon, Michael Wolff             | 3:34  |
| 22.    | Woman                                                           | Jim Carroll, Lee Ranaldo, Lenny Kaye    | 2:25  |
| 23.    | Loneliness, Mexican                                             | Matt Dillon, Joey Altruda, Joe Gonzalez | 3:19  |
| 24.    | Angel Mine                                                      | Inger Lorre, Jeff Buckley               | 5:24  |
| 25.    | The Brooklyn Bridge Blues (Chorus 10)                           | Eric Andersen                           | 1:59  |